# Государственные деятели Первой мировой войны
«Государственные деятели Первой мировой войны» (англ. Statesmen of World War I) — картина шотландского художника Джеймса Гатри, написанная им в 1930 году.
В 1919 году Гатри получил заказ на создание картины от южноафриканского финансиста Абрахама Бейли, стремившегося сохранить память о британских государственных деятелях времён Первой мировой войны. Ранее Бейли заказал ещё две картины на схожую тему, но с разными героями, которыми стали морские офицеры и генералы. После долгих уговоров, в том числе при участии попечителей Национальной портретной галереи в Лондоне, куда Бейли заранее решил пожертвовать картины, Гатри всё-таки решил взяться за огромных размеров полотно, на котором должны были быть изображены 17 государственных деятелей Британской империи и её доминионов. Гатри писал картину почти десять лет, работа над ней шла трудно, во многом из-за сложности темы и тяжёлой болезни художника. Наконец, весной 1930 года полотно огромных размеров было выставлено в Национальной портретной галерее Шотландии в Эдинбурге, получив в основном положительные отзывы критиков, сочетавших в своих рецензиях национальную гордость с художественной проницательностью. В сентябре того же года Гатри скоропостижно скончался, а данная работа была признана его «лебединой песней», венцом творчества художника. Впоследствии картина выставлялась в Национальной портретной галерее в Лондоне, где находится в настоящее время. Эскизы хранятся в Национальной портретной галерее Шотландии в Эдинбурге.
Первоначальное название — «Некоторые государственные деятели Великой войны» (англ. Some Statesmen of the Great War).

## Контекст и история
Незадолго до заключения перемирия 11 ноября 1918 года арт-дилер Мартин Леггатт позвонил по телефону директору Национальной портретной галереи в Лондоне Джеймсу Милнеру, чтобы обсудить с ним заказ на картину, поступивший от южноафриканского финансиста сэра Абрахама Бейли, 1-го баронета Бейли, желавшего с помощью искусства сохранить память о «великих воинах, бывших орудием спасения империи» и «доблестных моряках, разделивших величие победы», продемонстрировав тем самым, как «империя ведёт успешную политику в таких далеко находящихся от неё колониях». После консультаций Милнера и председателя Попечительского совета галереи лорда Диллона с баронетом Бейли было принято решение о расширении заказа. Бейли согласился разделить заказ на две картины, на которых были бы изображены отдельно представители армии и флота. 4 ноября, за неделю до перемирия, он добавил к заказу и третью картину в память о государственных деятелях Великобритании и её союзников, занимавших свои должности во время Первой мировой войны.

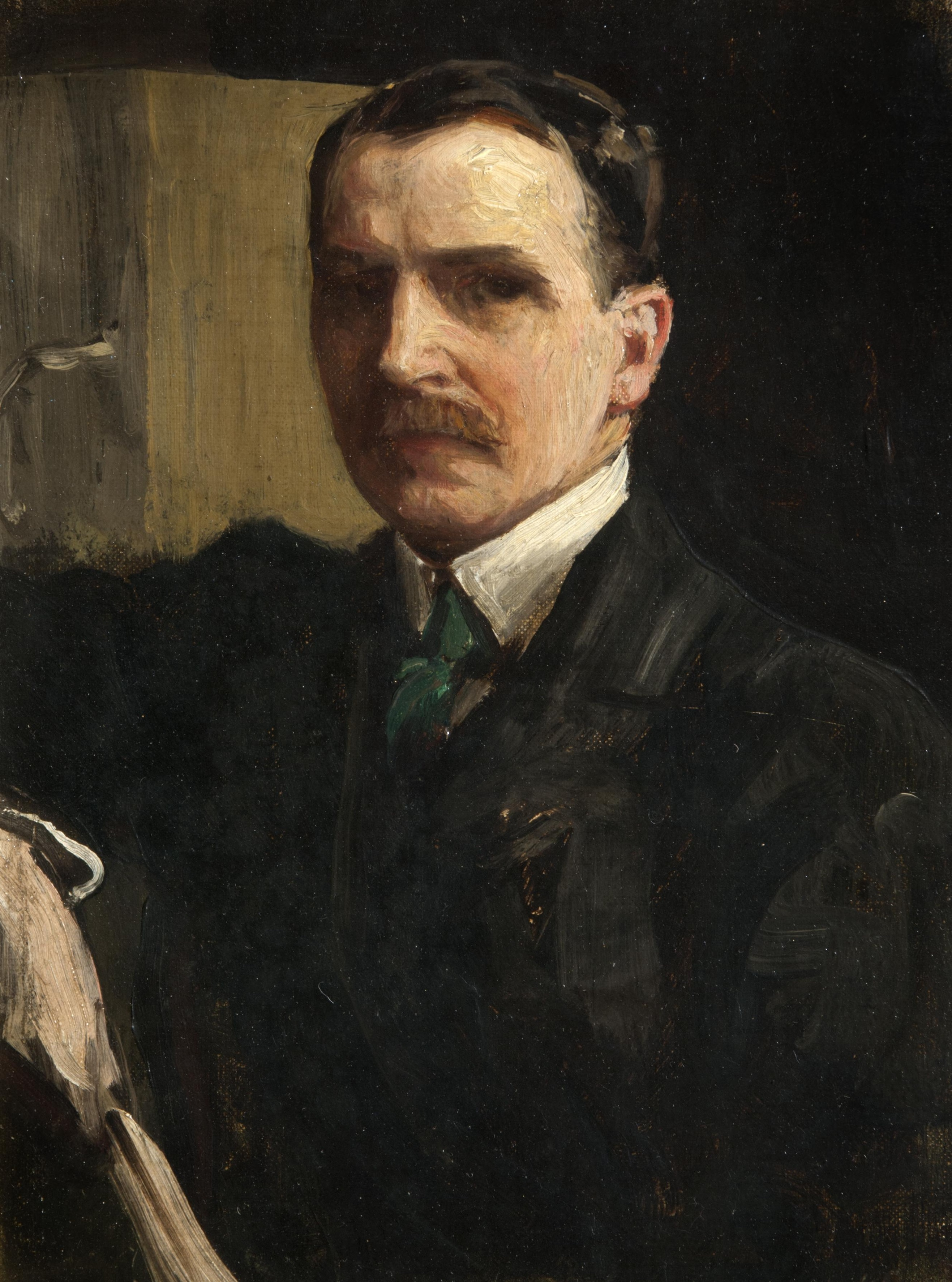
Джеймс Гатри, автопортрет

Решение о выборе художников для написания картин Бейли оставил на волю попечителей галереи, несмотря на то, что он обладал большим состоянием и мог легко позволить заказать работу у любого художника того времени за любые деньги. В результате проведённого среди попечителей голосования «Морские офицеры Первой мировой войны» были отданы Артуру Стокдейлу Коупу, а «Генералы Первой мировой войны» — Джону Сингеру Сардженту. Создание третьей картины изначально было предложено Уильяму Орпену, но он отказался в силу занятости в качестве официального британского художника на Версальской мирной конференции, во время которой написал работу «Подписание мира в Зеркальном зале». В феврале 1919 года Сарджент отрекомендовал попечителям галереи своего друга — известного шотландского портретиста сэра Джеймса Гатри (1859—1930). Признанный лидер «Глазго-Бойз», группы молодых художников, бросивших вызов однообразным и сентиментальным образам, доминировавшим на шотландском арт-рынке, ещё в 1885 году хотел закончить свою художественную карьеру, когда его двоюродный брат Джеймс Гардинер, богатый корабельный магнат, вдруг заказал портрет своего отца — преподобного Эндрю Гардинера, дяди Гатри. Когда по всей Европе о Гатри пошла слава как об умелом портретисте, он вышел из достаточно радикальных «Глазго-Бойз», переехал в Эдинбург, где в 1888 году вступил в Королевскую шотландскую академию. В 1902 году он стал президентом академии, а через год был посвящён в рыцари. Гатри оставался президентом академии до 1919 года, однако он не сразу согласился принять заказ. Нерешительность Гатри была продиктована осознанием им невозможности достижения убедительной художественной целостности композиции, а также отсутствием интереса к написании коллекции портретов, изображению простого «собрания начальников», будто позирующих фотографу. Гатри, как и Сарджент, недолго сопротивлялся попечителям и в начале 1919 года согласился написать картину, понимая, что портрет государственных деятелей Первой мировой войны станет его последним крупным заказом.
В то же время у попечителей галереи вызывали вопросы композиция будущего полотна и отбор государственных деятелей, которых можно было бы на нём изобразить. В конце концов, приняв во внимание ограниченное пространство для размещения группы людей в натуральную величину фигур на одной картине, 12 февраля 1919 года в согласии с Бейли было решено, что на ней появятся только государственные деятели Британской империи и её доминионов, находившиеся на своих должностях в начале и конце войны, а именно — премьер-министры Австралии, Канады, Ньюфаундленда и Новой Зеландии, кроме того, заместители министров иностранных дел, первые лорды Адмиралтейства, военные секретари и премьер-министры Великобритании, а также два лидера Консервативной и Лейбористской партий, бывшие членами двух военных коалиционных правительств. В результате в окончательном списке оказалось 16 государственных деятелей. В первоначальном коротком списке не значился ни один представитель Индии, поэтому, чтобы восполнить это пробел, Гатри предложил внести в список кандидатуру Ганги Сингха, махараджи Биканера и индийского делегата на Версальской мирной конференции. Это предложение было одобрено, в результате чего общее число политиков увеличилось до 17 человек.

## Создание
Гатри был поставлен в трудное положение, потому что баронет Бейли в срочном порядке требовал от него портреты всех 17 государственных деятелей для дальнейшей рассылки их копий в рекламных целях по империи, тогда как сами политики уже собирались разъезжаться по своим странам после Версальской конференции. При этом каждый натурщик должен был быть написан на своём отдельном портрете до составления общей композиции. В начале 1919 года прошло несколько сеансов позирования, на которых побывали все государственные деятели, за исключением лорда Китченера, погибшего в 1916 году во время катастрофы крейсера «HMS Hampshire». В 1921 году Сарджент, беспокоившийся за Гатри, предложил ему использовать для работы свою студию на Тайт-стрит. С течением времени сеансы позирования становились всё более короткими, позволяя художнику выделять на одного человека только две сессии общей длительностью в полчаса. Каждый государственный деятель зарисовывался в той позе, в которой он должен был встать на окончательной работе, для чего ввиду нехватки времени Гатри прибегал и к фотографии. Он проявил себя как внимательный наблюдатель, умевший на ранней стадии определить по жестам и манерам натурщиков то, как они будут смотреться на картине спустя десять лет. Гатри, вероятно, прибегал к калькированию своих эскизов, рисунков на бумаге на холст для портретов и последующего раскрашивания их маслом, применив эту практику, возможно, и при написании окончательной группы. Это отчасти может объяснить наличие некоторых недостатков, в том числе чрезмерное масштабирование голов Черчилля и Грея, а также «относительно скудную прорисовку» лица Бальфура. Сам Гатри знал об этих недостатках и был настолько недоволен своим изображением Бальфура, что однажды даже «героически соскоблил всё лицо и переписал его». В то же время в некоторых местах, в особенности на примере тюрбана Ганги Сингха, краска нанесена настолько тонким слоем, что даже видно карандашные штрихи.
|       |      |       |         |        |           |        |     |      |              |          |        |      |        |        |       |
| Сингх | Бота | Барнс | Бальфур | Геддес | Бонар Лоу | Моррис | Кук | Хьюз | Ллойд Джордж | Черчилль | Милнер | Грей | Борден | Асквит | Мэсси |

До начала работы над основной картиной в 1924 году Гатри потратил около одной тысячи фунтов стерлингов на поднятие потолка в своей студии, чтобы на полотно падал более равномерно рассеянный свет. В то же время Гатри столкнулся с ещё одной дилеммой — как написать эпическое полотно о современном событии, в котором нужно объединить реальность размеров зала заседаний и портретную точность в узнаваемости собравшихся. В отличие от Сарджента и Коупа, избравших для своих картин горизонтальный формат, Гатри пошёл на радикальный шаг ради лучшего изобразительного эффекта, а именно использовал в своей работе вертикальный формат портрета, увеличив высоту картины с 11 до 13 футов. Также в отличие от Сарджента, расположившего своих генералов в форме цвета хаки однообразным строем, Гатри подошёл к вопросу композиционного решения картины в более серьёзном ключе, оказавшемся довольно амбициозным и фактически сознательным возвращением к традициям портретной живописи эпохи барокко.

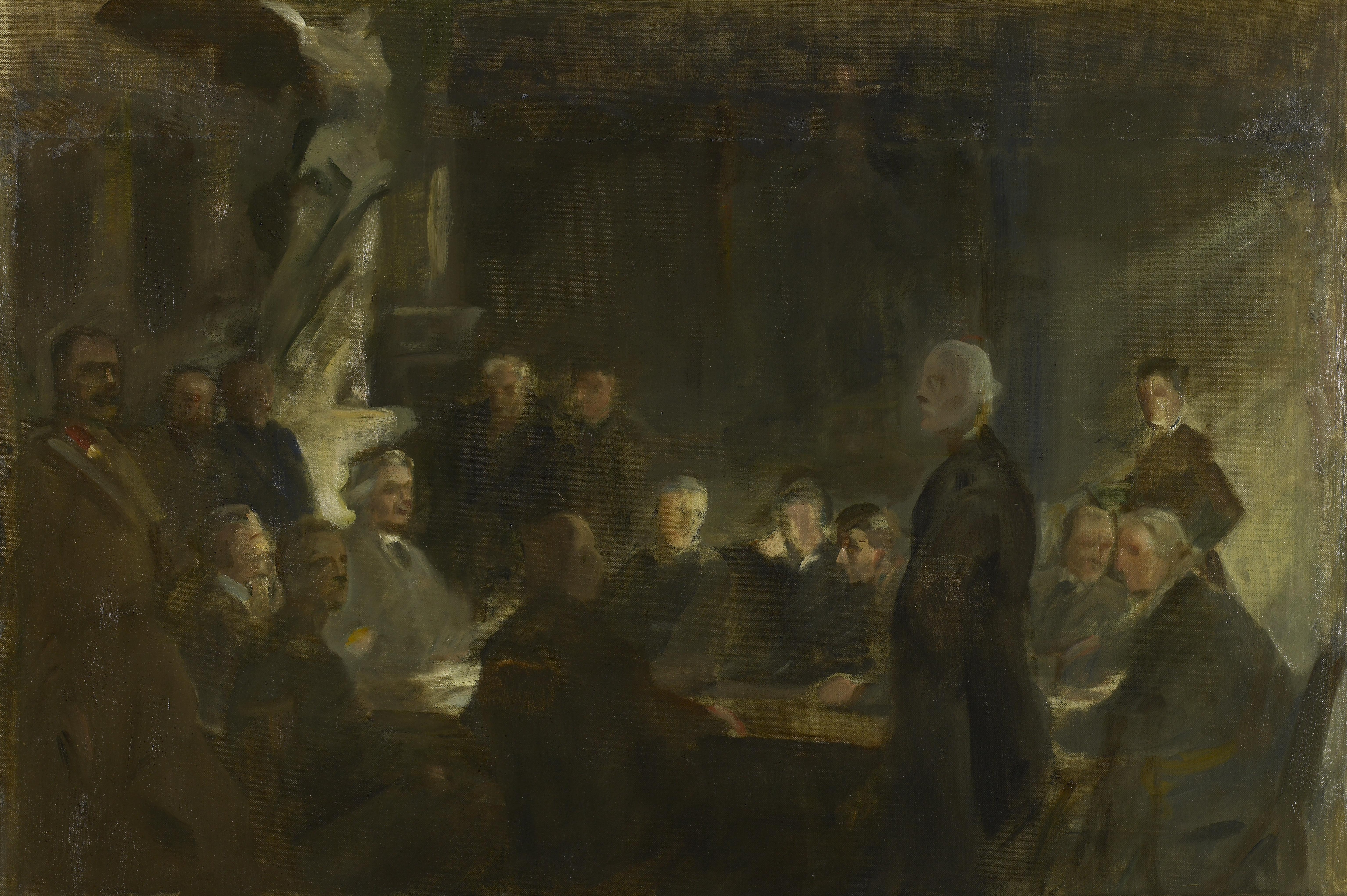
Эскиз картины маслом работы Гатри (холст, масло, 55.80 × 81.90 см; Национальная галерея Шотландии).

После завершения эскизов Гатри посетил Голландию и Испанию, где изучал голландский групповой портрет и полотна Веласкеса соответственно. В Голландии он обнаружил решение своей собственной композиционной проблемы на примере жанра группового портрета городских ополченцев. Известные голландские художники XVII века, такие как Халс, Хелст и Рембрандт, видимо, столкнулись в своих работах с аналогичными требованиями, то есть «необходимостью достижения узнаваемого подобия, при расположении в анфас или профиль в три четверти каждой картины, сбалансированном и последовательном объединении большого количества фигур при одновременном избегании жёсткости, линейности фриза и ощущения вакуума; поддерживания тонкого баланса между церемониальностью и эскизной неформальностью; чтобы чрезмерно не выделять индивидуальность и для того, чтобы подчеркнуть демократизм собравшихся». Впоследствии критики сравнивали формат и исполнение картины Гатри, в частности в изображении падающего на фигуры света, с ранними групповыми портретами Халса и Рембрандта, а также с работами венецианского художника Паоло Веронезе. Между тем для Гатри оказалось трудным делом и изображение всех государственных деятелей в одном месте, которые ранее никогда и нигде не встречались вместе. Чтобы решить этот вопрос, Гатри придумал не существовавшее реально место с обстановкой из своего воображения. Однако и тут возникли свои проблемы, так как в какой-то момент Гатри понял, что он изобразил тесную беседу двух государственных деятелей, которые в действительности даже не общались друг с другом. Гатри непрерывно работал над картиной до 1930 года, несмотря на тяжёлую болезнь. Когда основная работа, наконец, закончилась, полотно перевезли в Эдинбург, где Гатри провёл три недели за прорисовкой штрихов, всё равно не успев завершить картину.

## Композиция

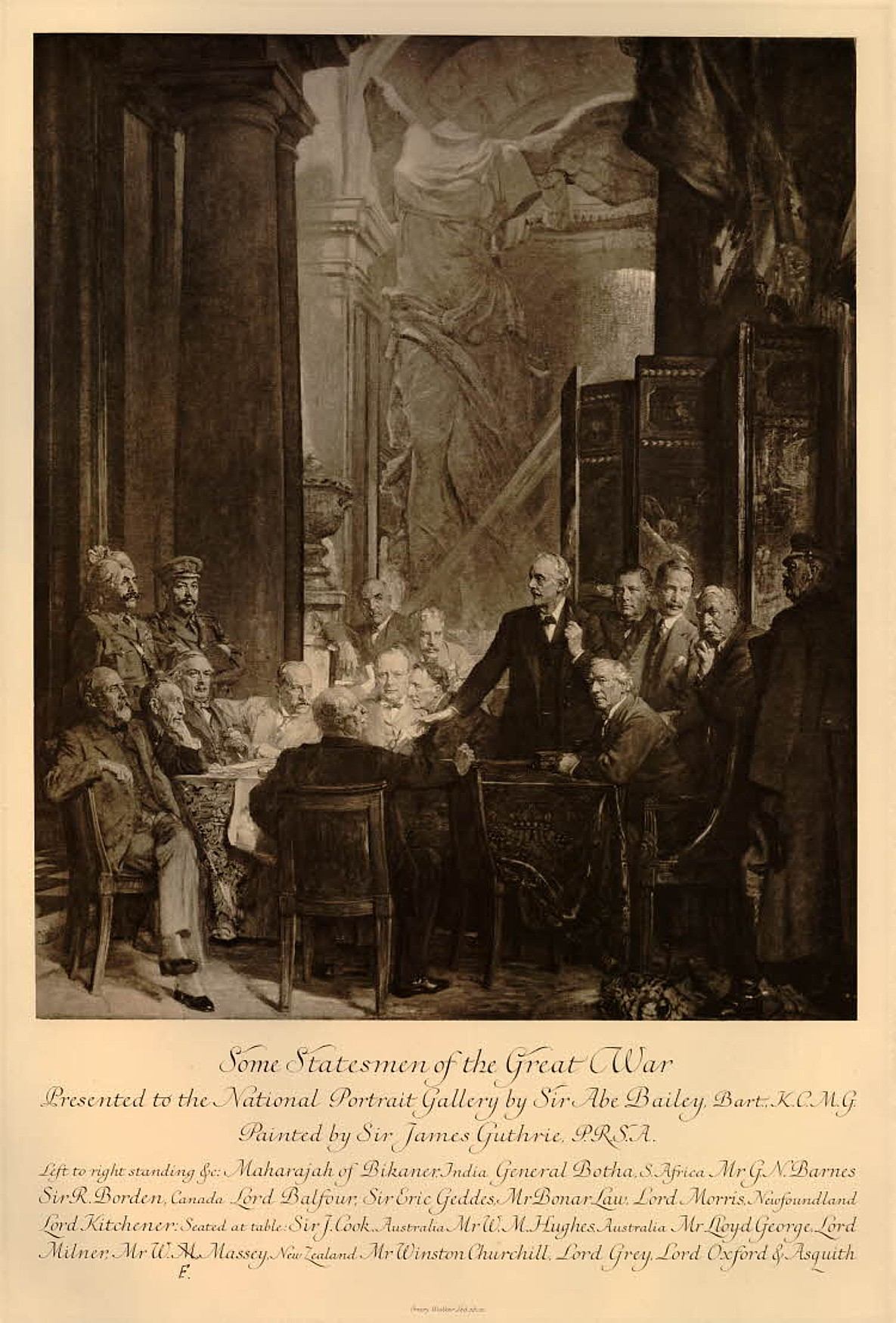
Фотогравюра по картине, 1930-е годы

Картина написана маслом по холсту, а её размеры составляют 396,2 × 335,3 см. На картине изображены 17 человек, сидящих или стоящих вокруг стола во время конференции в большом зале, обрамлённом с двух сторон парами колонн дорического ордера на одной базе с находящимся над ним кессоном, на фоне которого возвышается центральный и доминирующий элемент полотна — статуя Ники Самофракийской, находящаяся в коллекции Лувра в Париже. Ника, написанная в розовых и оранжевых тонах, будто наблюдает за собравшимися у её ног простыми смертными и вносит в композицию ощущение действия и торжественности, превращая картину в аллегорию имперской победы. На полотне зафиксирован момент того, как Артур Бальфур с протянутой вперёд рукой эмоционально произносит речь по поводу какого-то дипломатического вопроса, ввиду чего создаётся впечатление, что на всех слушающих его лежит чувство коллективной ответственности. Хотя государственные деятели не смогли предотвратить войну, они направили уже начавшийся конфликт на службу интересам Британской империи. Многие из принятых ими решений, от объявления войны до введения воинской повинности и политического контроля над стратегическими военными операциями, нанесли серьёзный ущерб нации и империи, в результате чего идея о героизме гражданского руководства стала необходимым мифом.
Главными героями картины, по мнению критиков, являются три человека, внёсших наиболее значительный вклад в политическое и социальное изменение мира: Джордж Барнс, видный профсоюзный деятель и лидер лейбористов; махараджа Биканера Ганга Сингх, единственный «небелый» член военного кабинета, символизирующий вклад Индии в выживание империи; и Луис Бота, ответственный за ведение партизанской войны при помощи английских войск в Южной Африке. Для композиционной целостности изображения 17 человек на фоне большой статуи оригинальный горизонтальный размер картины был переделан Гатри в более квадратный формат с соблюдением уже имевшихся пропорций. Идущий с правой стороны картины солнечный луч упал на голову уверенного в своей избранности Черчилля, который, будучи первым лордом Адмиралтейства, не имел большого влияния в правительстве и был ответственен за провал Дарданелльской операции. В освещённости его фигуры можно рассмотреть пророческое знамение о будущей причастности Черчилля к победе во Второй мировой войне, о чём в те времена никто и не подозревал. Ллойд Джордж за столом третий слева, в то время как Асквит сидит с правого края. Выделяющийся своим профилем Китченер стоит в самой тени с правого края полотна, несколько отстранёно от остальных государственных деятелей. Это может быть объяснено тем, что Китченер погиб в самый разгар войны, и его портрет на данной картине является посмертным. В то же время лица остальных государственных деятелей, написанных Гатри при их жизни, такие живые в своих эмоциях, что позволяет зрителю представить, будто они живы и поныне.
Слева направо, стоящие:
1. Генерал Ганга Сингх[англ.] — махараджа Биканера[англ.] (1888—1943);
2. Генерал Луис Бота — премьер-министр Южно-Африканского Союза (1910—1919);
3. Джордж Барнс — профсоюзный деятель, член Имперского военного кабинета[англ.], лидер Национально-демократической и лейбористской партии[англ.] (1918—1922);
4. Сэр Роберт Борден — премьер-министр Канады (1911—1920);
5. Артур Бальфур, 1-й граф Бальфур — премьер-министр Великобритании (1902—1905), первый лорд Адмиралтейства (1915—1916), секретарь по иностранным делам (1916—1919);
6. Сэр Эрик Кэмпбелл Геддес — первый лорд Адмиралтейства (1917—1919);
7. Эндрю Бонар Лоу — лидер оппозиции Великобритании (1911—1915), государственный секретарь по делам колоний (1915—1916), канцлер казначейства (1916—1919) (позже — премьер-министр Великобритании в 1922—1923 гг.);
8. Эдуард Моррис, 1-й барон Моррис[англ.] — премьер-министр Ньюфаундленда[англ.] (1909—1917);
9. Фельдмаршал Герберт Китченер, 1-й граф Китченер Хартумский — государственный секретарь по вопросам войны (1914—1916).

Слева направо, сидящие:
1. Сэр Джозеф Кук — премьер-министр Австралии (1913—1914), лидер оппозиции Австралии (1914—1916), министр военно-морского флота[англ.] (1917—1920);
2. Уильям Хьюз — премьер-министр Австралии (1915—1923);
3. Дэвид Ллойд Джордж, 1-й граф Ллойд Джордж — канцлер казначейства (1908—1915), министр боеприпасов[англ.] (1915—1916), государственный секретарь по вопросам войны (1916), премьер-министр Великобритании (1916—1922);
4. Альфред Милнер, 1-й виконт Милнер — государственный секретарь по вопросам войны (1918—1919);
5. Уильям Мэсси — премьер-министр Новой Зеландии (1912—1925).
6. Сэр Уинстон Черчилль — первый лорд Адмиралтейства (1911—1915), министр боеприпасов (1917—1919) (позже — премьер-министр Великобритании в 1940—1945 и 1951—1955 гг.);
7. Эдуард Грей, 1-й виконт Грей Фаллодонский — секретарь по иностранным делам (1905—1916);
8. Герберт Асквит, 1-й граф Оксфордский и Асквитский — премьер-министр Великобритании (1908—1916);

## Восприятие и судьба
Весной 1930 года незаконченная картина под названием «Некоторые государственные деятели Великой войны» была впервые выставлена в Национальной портретной галерее Шотландии. Гатри скончался 6 сентября 1930 года, после чего в память о нём пребывание картины на выставке в Шотландии было продлено до октября того же года, а затем она начала экспонироваться в Национальной портретной галерее в Лондоне. Находясь под впечатлением от посещения в 1920-х годах музея Прадо, Гатри в последние месяцы своей жизни сам руководил перестройкой главного выставочного зала галереи, но не смог увидеть результатов своих стараний. Для удовлетворения пожеланий Гатри, заключающихся в намерении разместить свою картину между «генералами» Сарджента и «морскими офицерами» Коупа в виде своеобразного триптиха, был приподнят потолок главного зала, внедрена новая и сложная система освещения со множеством зеркал, стены и пол покрашены красной и чёрной красками соответственно. За каждую картину, включая работу Гатри, Бейли заплатил художникам по 5 тысяч фунтов стерлингов и передал все три полотна в дар Национальной портретной галерее, где они и находятся в настоящее время.
Несмотря на господствовавшие в то время антивоенные настроения, картина Гатри получила в основном положительные отзывы критиков, сочетавших в своих рецензиях художественную проницательность и выражение национальной гордости. Некоторые из характеризовали полотно как «выдающееся достижение… которое не нуждается в сравнении с работами Рембрандта или любого из голландских мастеров», разглядев в изображении государственных деятелей одновременно силу и поэтическое очарование. Другие, напротив, считали картину наименее выдающимся свершением Гатри, в котором заметны «признаки усталости из-за несоответствия голов реальным размерам, а также отсутствие пространственной широты». Сам же Бейли описал картину Гатри как «великолепную» и «замечательную», а в 1931 году провёл праздничный банкет в память о тех, кто изображён на трёх заказанных им картинах. В любом случае картина находилась в центре внимания Гатри в течение последних 11 лет его жизни, в связи с чем может быть признана венцом его долгой и успешной карьеры, его «лебединой песней» о войне и славе.
По мере того как картина близилась к завершению, Гатри стремился собрать вместе оригинальные эскизы государственных деятелей, но не был в состоянии сам их представить на суд общественности. Вместо этого они были приобретены его двоюродными братьями Гардинерами и отправлены в Национальную портретную галерею Шотландии для организованной самим Гатри выставки, на которой были представлены эскизы маслом 16 из 17 фигур с натуры: Ллойд Джордж, Лоу, Асквит, Геддес, Сингх, Черчилль, Бальфур, Грей, Барнс, Мэсси, Кук, Хьюз, Милнер, Бота, Борден, Моррис. После смерти художника в сентябре 1930 года в память о нём выставка побывала в Керколди, Данди, Стерлинге, Абердине и Глазго. В 1934 году эскизы были выставлены в Национальной галерее Шотландии после проведённой там реконструкции. Некоторые критики считают эскизы более впечатляющими, убедительными и интересными, чем их варианты на готовом групповом портрете, подмечая в них «убедительную жизненность и чувство изобразительной живости, в сочетании с их определённой и убедительной характерностью».